# Jalajala
Jalajala ist eine philippinische Stadtgemeinde in der Provinz Rizal, in der Verwaltungsregion IV, Calabarzon. Sie hat 32.254 Einwohner (Zensus 1. August 2015), die in 11 Barangays lebten. Sie wird als Gemeinde der vierten Einkommensklasse auf den Philippinen und als teilweise urbanisiert eingestuft.
Jalajala liegt auf einer Halbinsel im größten Binnensee der Philippinen, dem Laguna de Bay. Ihre Nachbargemeinden sind Pililla im Norden und Pakil, Provinz Laguna, im Nordosten. Die Topographie der Stadt ist gekennzeichnet durch Flachländer. Im Norden erreichen Ausläufer der Sierra Madre das Gemeindegebiet.

## Baranggays
- Bagumbong
- Bayugo
- Second District (Pob.)
- Third District (Pob.)
- Lubo
- Pagkalinawan
- Palaypalay
- Punta
- Sipsipin
- First (Special) District (Pob.)
- Paalaman

## Weblink
- Informationen der Philippine Statistics Authority über Jalajala